# Bridget Goodwin
Bridget Goodwin (* 1813 in Irland; † 19. Februar 1899 in Reefton, West Coast, Neuseeland) war eine neuseeländische, auch als Little Biddy, Biddy of the Buller oder Biddy the Fossicker bekannte Goldsucherin, die hauptsächlich in der Schlucht des Buller River nach Gold suchte und als weibliche Goldsucherin im 19. Jahrhundert in Neuseeland eine ungewöhnliche und anerkannte Erscheinung war.

## Frühes Leben
Bridget Goodwin wurde 1813 in Irland, möglicherweise in Dublin geboren. Ihre Abstammung ist nicht bekannt. Sie hatte keine oder nur eine geringe Schulbildung und konnte weder lesen noch schreiben.

## Australien
Wann sie nach Australien ausgewandert ist, ist ebenfalls nicht bekannt, sie hatte sich aber in dem Bundesstaat Victoria in den Orten Bendigo und Ballarat an der Goldsuche beteiligt.

## Neuseeland
Mitte der 1860er Jahre reiste sie zusammen mit zwei männlichen Goldsuchern hinüber nach Neuseeland, wo sie in Nelson ankamen und in der Gegend um Collingwood anfingen, nach Gold zu schürfen. Nach einer langen Reise über Land erreichte sie schließlich zusammen mit den Männern, mit denen sie zusammen lebte, aber mit keinem von denen sie verheiratet war, die Gegend um den Buller River.
In den 1880er Jahren ließen sich Goodwin und die Männer unweit der kleinen Siedlung Lyell nieder, lebten zusammen in einer Hütte und schürften bis in die frühen 1890er Jahre in der Nähe der Siedlung nach Gold. Während dieser Zeit starben die beiden Männer nacheinander. Nach dem Tod ihres zweiten Begleiters im Krankenhaus von Reefton ließ sich Goodwin in Reefton nieder, wo sie den Rest ihres Lebens verbrachte. Sie wurde Mitglied der anglikanischen Kirche im Ort und erzählte Gemeindemitgliedern gerne Geschichten aus ihrem vergangenen Leben.
Goodwin war eine kleine, dem Alkohol nicht abgeneigte, begeisterte Pfeifenraucherin, etwa 1,20 m groß, von schlanker Statur und zu harter Arbeit fähig. Während ihrer Zeit als Goldsucherin musste sie stundenlang im Wasser stehend Sand aus Fluss- und Bachbetten schöpfen, schaufeln und schwenken. Sie leitete auch die Arbeit der beiden Männer, die ihre Führung zu akzeptieren schienen. Doch mit ihrer Arbeit konnten sie nicht reich werden. Was dann von dem Kauf für das Nötigste zum Leben übrig blieb, wurde für Saufgelage ausgegeben. Goodwin stand aber auch für Gastfreundschaft, Sauberkeit und für Loyalität gegenüber ihren Kameraden, Eigenschaften, die ihr den Respekt anderer eingebrachten.
Bridget Goodwin verstarb am 19. Oktober 1899 in Reefton.

## Werke über Bridget Goodwin
- Der Dichter der Westküste, Hugh Smith,[4] widmete Goodwin ein Gedicht mit dem Titel Biddy of the Buller.[5]
- Der Autor einiger Bücher William Henry Scott Hindmarsh (1835–1919), der in Reefton gelebt hatte, zeichnete einige Geschichten aus Bridget Goodwins Leben in seinem Buch Tales of the Golden West auf.[6]